# 월화의 검사
《막말낭만 월화의 검사》(幕末浪漫 月華の剣士, 약칭 월화의 검사)는 SNK가 제작한 1997년 아케이드 대전 격투 게임이다. 네오지오 아케이드 기판으로 개발돼 1997년 12월 5일에 출시됐다. 서양 지역에선 《더 라스트 블레이드》(The Last Blade)라는 제목으로 발매됐다.
19세기 중반 막말 시대를 무대로 동아시아의 사신(四神) 신화, 일본 신화 등의 사후세계에 대한 개념 등을 가미한 것이 특징이다.
1998년에 후속작 《월화의 검사 2》가 발매됐다.